# Joschka Fischer
Joschka Fischer (Gerabronn, Baden-Württemberg, 12 d'abril de 1948) és un polític alemany, militant del partit Aliança 90/Els Verds. Després d'una joventut contestatària a la dècada dels 70, va evolucionar fins a ocupar entre 1998 i 2005 els càrrecs de Ministre d'Afers Exteriors i Vicecanceller de la República Federal d'Alemanya.

## Biografia
És fill d'un carnisser hongarès que va haver d'abandonar Budapest després de la Segona Guerra Mundial. No va acabar l'educació secundària i es va unir al moviment contestatari alemany. El 1968, es va mudar a Frankfurt del Main, un dels centres del moviment del 68 alemany. Allà es va fer amic i va compartir pis amb Daniel Cohn-Bendit, mentre llegia intensament, completant la seva formació autodidacta.
Va ser a la presó durant sis setmanes acusat de «resistència contra l'Estat», després de participar en una manifestació a Frankfurt del Main contra la guerra de Vietnam.
El 1971 va aconseguir feina en una factoria d'Opel, estant posteriorment acomiadat per la seva participació sindicalista i els seus intents de guanyar els obrers de la factoria per a la «Revolució». El 1976 va passar a ser taxista, encara que també va treballar en altres feines ocasionals com a traductor, com a dependent en una llibreria i com a actor secundari a dues pel·lícules. El 14 de maig de 1976, després de participar en una manifestació per la mort de Ulrike Meinhof que va acabar amb enfrontaments violents on van ser lesionats dos policies, Fischer va ser detingut, encara que només va quedar a la presó durant dos dies.
Segons les seves pròpies afirmacions, van ser els esdeveniments de la tardor alemanya de 1977 –apogeu de l'activitat terrorista de la RAF– els que el van portar a «una pèrdua d'il·lusions» i a allunyar-se de les seves idees polítiques radicals.
Ha estat casat en cinc ocasions. El matrimoni més llarg va ser el primer, que va durar des de 1967 a 1984, mentre que el segon, del que van néixer els seus dos fills va durar tres anys, de 1984 a 1987, igual que el tercer –entre 1996 i 1999– i el quart –de 1999 al 2003–. A l'octubre de 2005 va contreure matrimoni amb la productora de cinema germanoiraní Minu Barati, de 29 anys, que tenia un fill d'una relació anterior.

## Trajectòria política
El 1982, Fischer es va unir a l'acabat de fundar partit d'Aliança 90/Els Verds, on junt amb Daniel Cohn-Bendit va impulsar un programa pragmàtic nomenat «realista» enfront de les idees «ecofonamentalistes» d'una altra ala del partit. El 1983 va ser escollit diputat al parlament alemany (Bundestag), on va formar part del primer grup parlamentari verd i va destacar pel seu estil retòric eloqüent, però també agressiu.
El 1985, en formar-se la primera coalició «vermella i verda» entre Els Verds i el Partit Socialdemòcrata d'Alemanya (SPD) a l'estat federat de Hessen, Fischer va deixar el Bundestag per convertir-se en ministre de Medi Ambient i Energia de Hesse. Allà, va aconseguir una certa fama per ésser el primer ministre verd de la història alemanya i per prestar el jurament del seu càrrec en sabatilles de tennis.
Després de trencar-se la coalició vermella i verda el 1987, Fischer va assumir el càrrec de portaveu del seu grup parlamentari al parlament regional (Landtag) de Hessen. Entre 1991 i 1994 va tornar a ser ministre de Medi Ambient en reeditar-se la coalició entre SPD i Verds.
El 1994, Fischer va abandonar la política hessiana en ésser escollit novament al Bundestag, on es va convertir en portaveu del grup parlamentari verd. Després de la victòria de SPD i Verds a les eleccions federals alemanyes de 1998, va pactar la primera coalició vermella i verda a escala federal amb el SPD de Gerhard Schröder, qui va ser investit canceller federal. El 27 d'octubre de 1998, Fischer va ser nomenat ministre federal d'Afers Exteriors i vicecanceller federal.
Com a tal, Fischer va defensar la participació alemanya a la guerra de Kosovo el 1999, argumentant que calia evitar un genocidi contra els kosovars, traçant paral·leles entre el govern de Slobodan Milošević i el de nacionalsocialisme alemany. A una entrevista amb el diari Süddeutsche Zeitung va afirmar: «No només he après: mai més la guerra. També he après: Mai més Auschwitz». Encara que aquesta posició li va valer les crítiques d'una part del moviment pacifista, finalment també va ser adoptada pel seu partit.
El 2002, Fischer es va posicionar clarament en contra dels plans dels Estats Units d'envair l'Iraq. Això va augmentar la popularitat de Fischer, que durant alguns anys es va mantenir en el primer lloc a les enquestes de popularitat de polítics. A més a més, va permetre als Verds arrencar els millors resultats electorals de la seva història a les eleccions generals de 2002, per la qual cosa es va renovar el govern vermell i verd.
L'any 2005, Fischer va ser el centre de l'anomenat «assumpte dels visats», en ésser acusat per diversos polítics conservadors d'haver desatès els controls sobre les regulacions per a l'obtenció de visats, i això hauria ocasionat l'entrada a Alemanya de milers d'immigrants il·legals ucraïnesos amb identitats falses. Un comitè del parlament es va establir per examinar el cas on Fischer va haver de declarar. Les seves declaracions i les d'altres alts oficials van ser mostrades en viu per la televisió pública alemanya, una novetat a la història parlamentària d'Alemanya. A la presentació davant el comitè, que va durar prop de dotze hores, Fischer va admetre la seva responsabilitat política, però va criticar la «tremenda escandalització i propaganda» dels polítics de la CDU i va rebutjar les exigències de dimitir com a ministre d'Afers Exteriors. Encara que la declaració va ser considerada un èxit de Fischer, l'«assumpte dels visats» va afectar la seva popularitat, que a partir d'aquest moment ja no va arribar a les altures anteriors. Finalment, el comitè va arxivar el cas sense conclusions a causa de les eleccions generals anticipades de setembre de 2005.
En aquestes eleccions, el lleuger retrocés al percentatge de vots que van patir Els Verds i les fortes pèrdues del SPD van impedir la continuació de la coalició vermella i verda. Per tant, es va formar una Gran Coalició entre el SPD i els conservadors (CDU i CSU), deixant Els Verds, i Fischer, fora del govern.
Tot seguit, Fischer va explicar que, per fomentar un canvi generacional, ja no es presentaria com a portaveu del grup parlamentari verd ni per a altres càrrecs destacats dintre del partit. El 18 d'octubre de 2005, va acabar el seu mandat com a ministre d'Afers Exteriors i vicecanceller, encara que va seguir en funcions fins al 22 de novembre del mateix any. L'1 de setembre de 2006, finalment, Fischer va lliurar la seva acta de diputat i va deixar la política activa.

## Després de la carrera política
Després del final de la seva carrera política, Fischer va ser invitat per la prestigiosa Universitat de Princeton, als Estats Units a ocupar un lloc de professor invitat en Economia Política Internacional, fent classes sobre «la diplomàcia a les crisis internacionals».
El 2007, Fischer va fundar una empresa d'assessorament polític anomenada Joschka Fischer Consulting. A més a més, és membre fundacional del think tank European Council on Foreign Relations, juntament amb altres personatges com Martti Ahtisaari, Emma Bonino o George Soros.
A l'octubre de 2007, Fischer va publicar la seva autobiografia sota el títol «Els anys vermells i verds» (Die rot-grünen Jahre).

## Distincions
Al maig de 2002 li atorga la Universitat de Haifa el doctorat honoris causa. El 4 de maig de 2004 li atorguen el famós Premi Gottlieb-Duttweiler a Rüschlikon, Suïssa. Al maig de 2005 obté la màxima distinció del Zentralrat der Juden in Deutschland (Consell Central dels Jueus a Alemanya), el premi Leo-Baeck, pels seus serveis com a intermediari en el conflicte entre palestins i israelians del proper Orient. El 20 de maig de 2006 va ser distingit amb el doctorat honoris causa per la Universitat de Tel-Aviv.

## Assaigs
- El retorno de la historia (2006). ISBN 84-670-2133-0 (castellà)
- Risiko Deutschland (alemany)
- Für einen neuen Gesellschaftsvertrag (alemany)